# Сонцівка
Со́нцівка (у 1927—2016 роках — Красне) — село Курахівської міської громади Покровського району Донецької області, Україна.

## Загальні відомості
Відстань до райцентру становить близько 32 км і проходить переважно автошляхом E50.
Землі села межують із територією с. Петропавлівка Великоновосілківського району та с. Вознесенка Мар'їнського району Донецької області. Селом тече річка Щурова.

## Символіка
На гербі зображена Свято-Петропавлівська церква на червоному тлі. Вгорі зображено сонце що вказує на назву села (герб є промовистим). Внизу на чорному тлі (видобуток вугілля) вказані клавіші фортепіано (єдиний герб в Україні який містить таке зображення), в пам'ять про Сергія Сергійовича Прокоф'єва — видатного композитора XX століття, який народився в селі.
У 2024 році геральдист Едуард Савченко, який спеціалізується на геральдиці Донецької області, представив свій проєкт герба де замість фортепіано зображено золотий нотний стан та ноти. Це початок одного з актів опери Прокоф'єва "Заручини в монастирі".

## Історія
Сонцівка була заснована в 1785 році полковником Дмитром Сонцовим на землі, дарованої йому Катериною II.
За даними на 1859 рік у казенному селі Бахмутського повіту Катеринославської губернії мешкало 886 осіб (447 чоловічої статі та 439 — жіночої), налічувалось 86 дворових господарств, існувала православна церква.
Станом на 1886 рік у колишньому власницькому селі Сонцівка, центрі Сонцівської волості, мешкало 938 осіб, налічувалось 162 дворових господарств, існували православна церква, кінський завод і лавка.
За переписом 1897 року кількість мешканців зросла до 1228 осіб (629 чоловічої статі та 599 — жіночої), з яких 1221 — православної віри.
У 1908 році в селі Андріївської волості, мешкало 1400 осіб (698 чоловічої статі та 702 — жіночої), налічувалось 226 дворових господарств.
Перші відомості про вуглевидобуток у Сонцівці датовані 1850 роком. Пласти вугілля були знайдені й розроблялися «при Сонцівці (поміщика генерал-майора Сонцова), на річці Соленій, що впадає у Вовчу – [товщиною у] 2 фути». Наприкінці XIX — на початку XX століття тут був перспективна вугільна ділянка («дача»), і коли у 1899 і 1913 роках розглядалися проєкти залізниці Рутченкове — Гришине, передбачався навіть варіант проходження колії через район Сонцовки. 

## Населення
За даними перепису 2001 року населення села становило 795 осіб, із них 92,45 % зазначили рідною мову українську та 7,42 % — російську.

## Відомі люди
У селі, тодішньому маєтку Сонцівка Бахмутського повіту Катеринославської губернії, народились:
- Сергій Сергійович Прокоф'єв (11 (23) квітня 1891) — видатний композитор XX століття;
- Дмитро Кислиця — головний редактор українського журналу «Нові дні» в Торонто.

## Культура
Сьогодні в селі працює меморіальний музей С. С. Прокоф'єва при Донецькому краєзнавчому музеї.

## Галерея

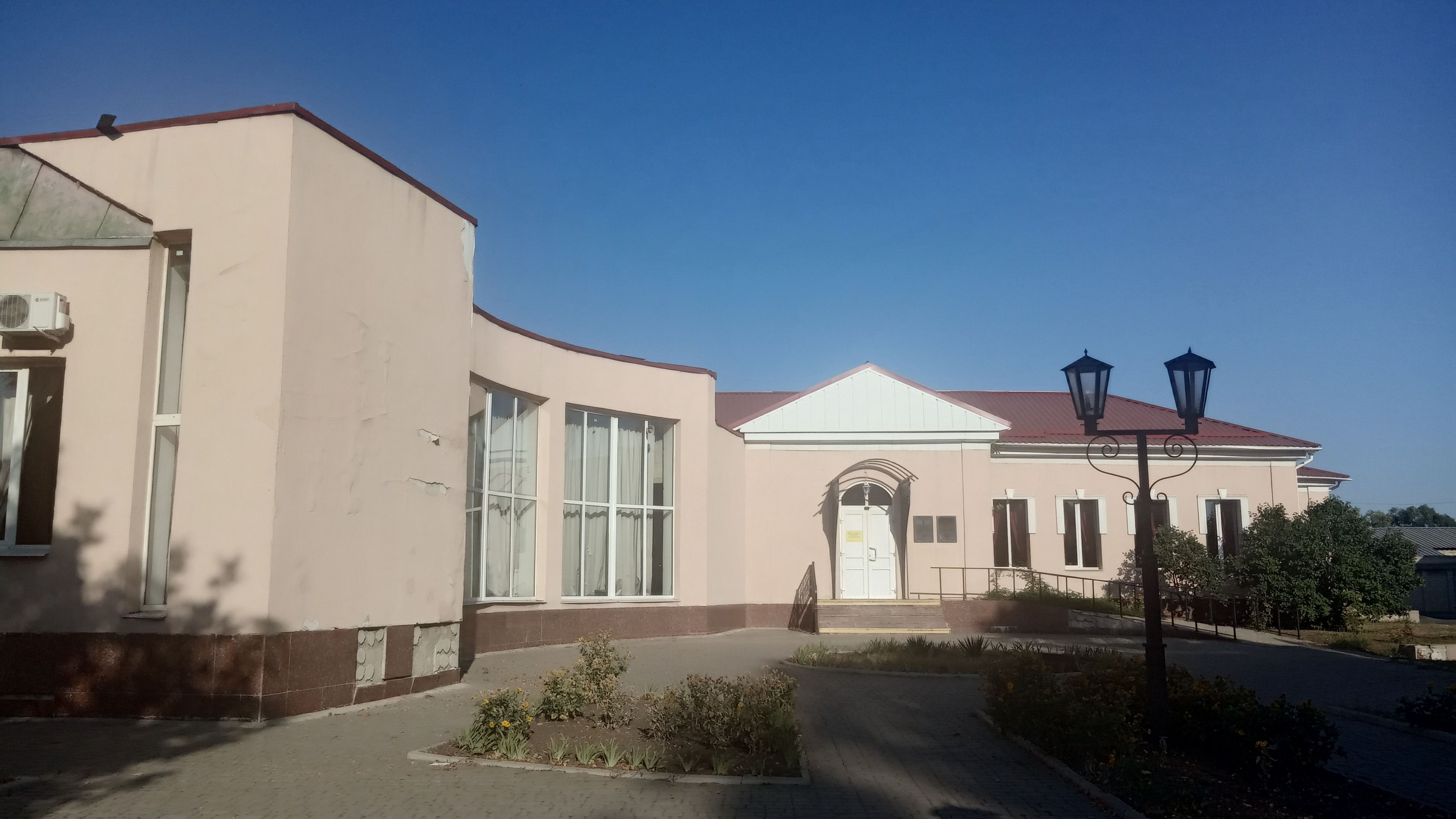
Меморіальний музей С. С. Прокоф'єва при Донецькому краєзнавчому музеї, 2020 р.
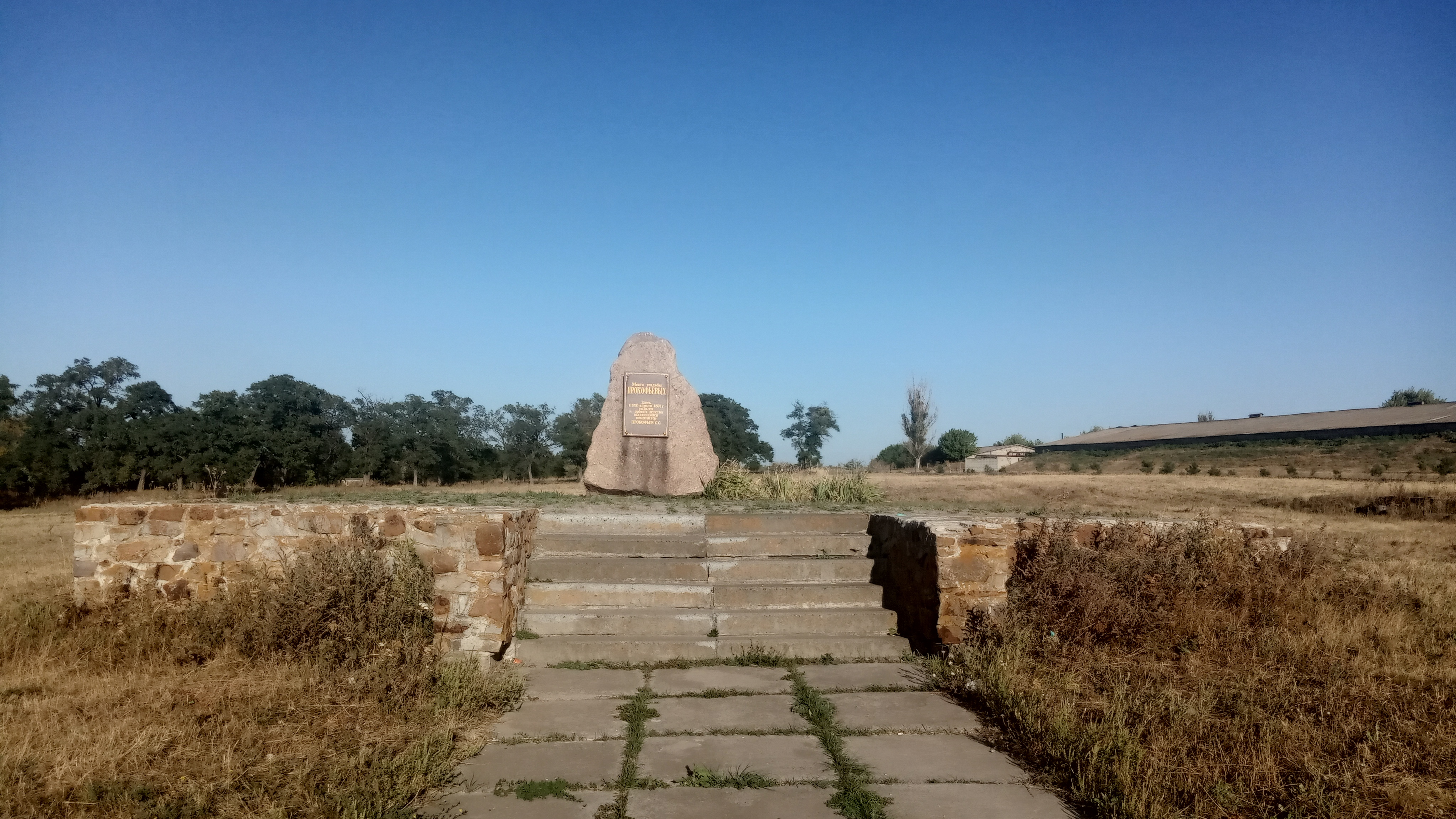
Місце садиби Прокоф'єва, 2020 р.
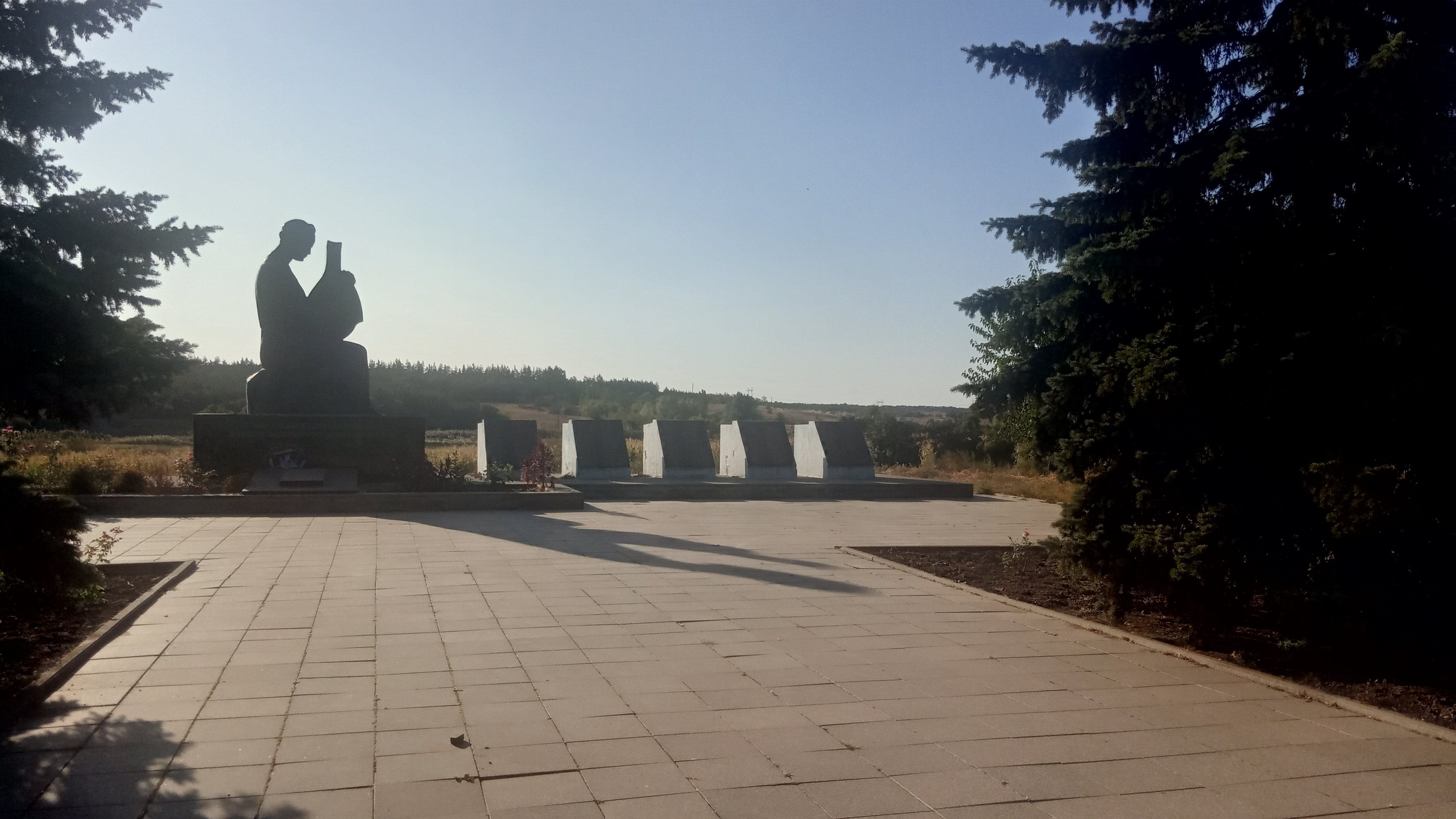
Братська могила радянських воїнів Південного фронту і пам'ятник воїнам-односельчанам, 2020 р.